# Puebla de Trives (parroquia)
Puebla de Trives (llamada oficialmente Santo Cristo da Misericordia da Pobra de Trives) es una parroquia y una villa del municipio español de Puebla de Trives, en la provincia de Orense, Galicia.

## Toponimia
La parroquia también es conocida por los nombres de Poboa de Trives (Núcleo Urbano) y Santo Cristo de la Misericordia de Puebla de Trives.

## Organización territorial
La parroquia está formada por una entidad de población:
- Puebla de Trives (A Pobra de Trives)(Pobra de Trives)

## Demografía
Gráfica demográfica de la villa y parroquia de Puebla de Trives según el INE español:
| Gráfica de evolución demográfica de Puebla de Trives entre 2000 y 2023 |
|                                                                        |
| Datos según el nomenclátor publicado por el INE.                       |